# Carl Stölzel
Carl Stölzel, auch Karl Stölzel (* 17. Februar 1826 in Gotha; † 3. Februar 1896 in Karlsruhe) war ein deutscher Chemiker, zuletzt als Professor der chemischen Technologie an der Technischen Hochschule in München.

## Familie
Carl Stölzel entstammte der weit verzweigten Familie Stölzel mit dem Ahnherrn Kaspar Stölzel, die ursprünglich aus Pöhla im Erzgebirge stammt. Sein Großvater war Ernst Heinrich Stölzel (1755–1797), Sekretär im Oberhofmaschallamt des Herzogtums Sachsen-Gotha. Zur Familie gehören auch der Kapellmeister Gottfried Heinrich Stölzel (1690–1749), der Musiker Heinrich Stölzel (1777–1844) und der Rechts- und Geschichtswissenschaftler Adolf Stölzel (1831–1919), alle aus dem Gothaer Stamm sowie der Dresdner Kupferstecher Christian Friedrich Stölzel (1751–1816) aus dem Oberscheiber Stamm.
Stölzel war der zweite Sohn des herzoglich-Sachsen-Altenburgischen Legationsrates Friedrich Karl August Stölzel (1788–1869) und dessen 1818 geheirateter Ehefrau Christiane geborene Lindemann († 1865).
Stölzel heiratete am 18. April 1854 in Gießen Auguste geborene Ploch (1833–1892) aus Gießen. Das Ehepaar hatte drei Töchter:
- Minna Stölzel (* 1855) ⚭ 1877 Hans Bunte (1848–1925), Dr. phil., Professor der chemischen Technologie an der Technischen Hochschule Karlsruhe, großherzoglich-badischer Geheimer Hofrat, Generalsekretär des deutschen Vereins von Gas- und Wasserfachmännern, Herausgeber der Zeitschrift für Gasbeleuchtung und Wasserversorgung.
- Sophie Stölzel (* 1859) ⚭ 1885 Hugo Ritter von Seeliger (1849–1924), Dr. phil., königlich-bayrischer Geheimer Rat, Astronom, Professor an der Universität München und Direktor der Sternwarte Bogenhausen, Vorsitzender der Astronomischen Gesellschaft zu Leipzig, ordentliches Mitglied der königlich-bayrischen Akademie der Wissenschaften.
- Luise Stölzel (* 1866) ⚭ 1887 Gerhard Seeliger (1860–1921), Dr. phil., ordentlicher Professor für Geschichte an der Universität Leipzig, königlich-sächsischer Geheimer Hofrat.

## Leben
Während seines Studiums in Jena wurde Stölzel im Wintersemester 1843/44 Mitglied der Burschenschaft Arminia auf dem Burgkeller. Er promovierte nach einem Studium der Chemie und Technologie mit einer Dissertation über die Entstehung und Fortentwicklung der Rübenzucker-Fabrikation 1848 an der Ruprecht-Karls-Universität Heidelberg. 1849 wurde er als Privatdozent der chemischen Technologie habilitiert. Im Jahr 1868 wurde er an die Technische Hochschule München berufen, wo er zunächst als außerordentlicher, später als ordentlicher Professor für technische Chemie lehrte und forschte. Mittelpunkt seiner wissenschaftlichen Tätigkeit bildeten Arbeiten zur Rübenzucker-Industrie und Metallurgie. 1892 wurde er zum Mitglied der Leopoldina gewählt.
Stölzel starb kurz vor seinem 70. Geburtstag am 3. Februar 1896 in Karlsruhe.

## Schriften
- Über Entstehung und Fortentwicklung der Rübenzucker-Fabrikation. Heidelberg, Univ. Diss. (Berlin: Nauck) 1848.
- Die Entstehung und Fortentwicklung der Rübenzucker-Fabrikation und insbesondere die Concurrenz zwischen Rohr- und Rübenzucker. Braunschweig: Vieweg 1851
- Die verschiedenen Methoden der Leucht-Gaserzeugung. Kaiserslautern 1853 (Jahresbericht über die chem.-landw. Bildungsanstalten zu Kaiserslautern 1852/53).
- Die Metallurgie. Gewinnung der Metalle. 2 Bände. Braunschweig, Vieweg 1877–1886.